# Censura d'Internet a la República Popular de la Xina
La censura d'Internet a la República Popular de la Xina es fa a l'empara de diverses lleis i reglaments administratius que resulten en un conjunt de més de seixanta normatives d'Internet aplicades pel govern de la República Popular de la Xina i pels diversos servidors provincials, tant de propietat estatal com privada.

Els esforços del govern per neutralitzar les opinions crítiques a Internet s'han intensificat després que, en els darrers anys, s'han produït una sèrie de protestes de diversa temàtica (contra la corrupció, la contaminació, o fins i tot contra Japó) que tenien en comú el fet d'haver estat convocades per sms, xat i altres mitjans d'Internet. La constitució de les anomenades brigades d'Internet, amb uns 30.000 membres, i el bloqueig de nombroses pàgines web, s'afegeixen a l'exigència de col·laboració amb les autoritats o d'autocensura per part de companyies multinacionals que proveeixen serveis d'Internet a la RPX. Una part important d'aquesta política forma part del Gran Tallafoc.

## Execució
El desembre del 1997, el Ministre de Seguretat Pública Zhu Entao, va dictar noves regulacions segons les quals es podrien imposar multes per 'difamar agències del govern', 'dividir la nació', i fuites de 'Secrets d'Estat'. Els violadors podrien ser multats amb 15.000 yuans (1.463 € el novembre del 2009) La tallada de la connexió està més o menys coordinada i ad hoc, amb algunes pàgines web bloquejades, encara que pàgines similars estiguen permeses, o fins i tot bloquejant la connexió en una ciutat i permetent-la en una altra. Els bloquejos han sigut a vegades aixecats en ocasions especials. Per exemple, el New York Times va ser desbloquejat quan els reporters en una entrevista privada amb Jiang Zemin específicament li van preguntar sobre el bloqueig i aquest va respondre què s'ocuparia d'eixa qüestió. També, durant la reunió de la Cooperació Econòmica de l'Àsia-Pacífic, celebrada a Xangai el 2001, diversos mitjans de comunicació normalment bloquejats, com la CNN, l'NBC i The Washington Post van ser de sobte accessibles. Des del 2001, els controls de contingut semblen haver-se relaxat de manera permanent, i aquestes tres pàgines web prèviament esmentades ara són accessibles des de la Xina continental. Però, l'accés al New York Times va ser breument bloquejada de nou el 20 de desembre del 2008, tot i que va ser accessible els primers mesos del 2009 fins al 17 de maig. El servei en idioma xinès de BBC News continua bloquejat.
La Secció Cinquena de la Xarxa d'Informació Informàtica, i la Seguretat, Protecció i Reglament de Gestió d'Internet, aprovada pel Consell de l'Estat l'11 de desembre de 1997, disposa el següent:
Cap element o individu pot emprar Internet per crear, reproduir, recuperar o transmetre la següent classe d'informació:
1. Incitar a resistir o trencar la Constitució o les lleis o les regulacions administratives;
2. Incitar a enderrocar el govern o el sistema socialista;
3. Incitar a la divisió del país, perjudicant la unificació nacional;
4. Incitar l'odi o discriminació a les nacionalitats o perjudicar la unitat de les nacionalitats;
5. Fer falsedats o distorsionar la veritat, la difusió de rumors, destruint l'ordre de la societat;
6. Promoure supersticions feudals, material sexualment suggestiu, jocs d'atzar, violència, assassinat;
7. Terrorisme o incitar a altres a l'activitat criminal; insultar obertament altres persones o tergiversar la veritat per calumniar la gent;
8. Perjudicar la reputació dels òrgans estatals;
9. Altres activitats contra la Constitució, lleis, o regulacions administratives.[7]

Solament els cercadors web estrangers amb servidors dins la Xina poden operar. Aquests operen complint la llei de la Xina que obliga a censurar determinats resultats. D'aquells no bloquejats són Yahoo i Bing.